# Хаджикей
Хаджикей (рум. Hagichioi) — село в Тараклийском районе Молдавии. Наряду с сёлами Нижняя Албота и Хыртоп входит в состав коммуны Нижняя Албота.

## География
Село расположено на высоте 151 метров над уровнем моря.

## Население
По данным переписи населения 2004 года, в селе Хаджикей проживает 306 человек (150 мужчин, 156 женщин).
Этнический состав села:
| Национальность | Число жителей | Процентный состав |
| -------------- | ------------- | ----------------- |
| молдаване      | 292           | 95.42             |
| болгары        | 10            | 3.27              |
| русские        | 4             | 1.31              |
| Всего          | 306           | 100%              |